# Sphedanus quadrimaculatus
Sphedanus quadrimaculata là một loài nhện trong họ Pisauridae. Chúng được Tord Tamerlan Teodor Thorell miêu tả năm 1897.